# Římskokatolická farnost Hvožďany
Římskokatolická farnost Hvožďany (latinsky Hwozdniana) je územní společenství římských katolíků ve Hvožďanech a okolí. Organizačně spadá do vikariátu Písek, který je jedním z deseti vikariátů českobudějovické diecéze.

## Historie farnosti
Zdejší plebánie existovala již v roce 1364, po husitských válkách byla farnost obnovena roku 1786. Matriky jsou vedeny od roku 1786.

## Kostely a kaple na území farnosti
| Kostel (kaple)                              | Místo    | Bohoslužby | Bohoslužby | Poznámka     |
| ------------------------------------------- | -------- | ---------- | ---------- | ------------ |
| kostel Navštívení Panny Marie a sv. Prokopa | Hvožďany | neděle     | 10.10      | farní kostel |
| kaple                                       | Březí    |            |            |              |
| kaple                                       | Pozdyně  |            |            |              |
| kaple Nanebevzetí Panny Marie               | Vacíkov  |            |            |              |

## Ustanovení ve farnosti
Administrátorem excurrendo je od 14. srpna 2016 Mgr. Petr Misař, administrátor starorožmitálské farnosti.